# Farman F-70
Farman F-70 – francuski samolot pasażerski z lat 20. XX w.

## Historia
Prototyp maszyny został oblatany w 1920 r. Samolot był zmniejszoną wersją samolotu Farman F-60 Goliath, opracowaną w zakładach Société des Avions H.&M. Farman. We Francji samolot znalazł się na wyposażeniu linii lotniczych CIDNA na trasie Strasburg – Praga – Warszawa, Lignes Farman na trasie Paryż – Bruksela – Amsterdam i Lignes Aeriennes Latécoère, które obsługiwały połączenia na trasie Casablanca – Dakar i Biskira – Algier.

### F-70 w Polsce
Samoloty Farman F-70 były znane w Polsce z racji używania ich przez linię CIDNA do obsługi połączeń z Warszawą. Właśnie od tej linii polski przewoźnik „Aero” w maju 1925 r. odkupił dwie maszyny, które miały numery seryjne producenta 14 i 15. We Francji nosiły znaki F-AGGG i F-AGGH, w Polsce zostały oznaczone jako P-POZA i P-POZB. Od 23 maja rozpoczęły loty na linii Poznań – Warszawa. W październiku zostały dostarczone przez producenta kolejne trzy maszyny, otrzymały oznaczenia P-POZC, P-POZD i P-POZE.
Maszyny były lubiane zarówno przez pilotów i obsługę, jak i przez pasażerów, charakteryzowały się dobrymi właściwościami pilotażowymi. W trakcie ich eksploatacji nie odnotowano wypadków będących efektem przeciągnięcia. Odsunięcie kabiny pasażerskiej od silnika poprawiło komfort lotu i bezpieczeństwo pasażerów. Najbardziej zawodnym elementem samolotu był silnik, jego awarie były najczęstszą przyczyną w przypadku odnotowanych 200 przymusowych lądowań Farmanów. Ponadto jego resurs wynosił 80–100 godzin co powodowało częste i długotrwałe wyłączenia samolotów z eksploatacji. W Polsce doszło do trzech poważnych uszkodzeń F-70. Podczas jednego w wypadków, jaki miał miejsce 16 listopada 1928 r. pod Sochaczewem, uszkodzenia były na tyle poważne, że skutkowały kasacją samolotu. W momencie tworzenia Linii Lotniczych LOT Sp. z o.o. samoloty były na tyle zużyte, że wycofano je z eksploatacji. Maszyny miały przeciętnie 500 godzin nalotu, najbardziej wyeksploatowany wylatał 600.

## Konstrukcja

Silnik Renault 12Fe eksponowany w Muzeum Lotnictwa Polskiego w Krakowie

Jednosilnikowy samolot pasażerski w układzie dwupłatu.
Kadłub o konstrukcji drewnianej, w okolicy silnika kryty blachą, w dalszej części sklejką. Za silnikiem znajdował się zbiornik paliwa za którym była umieszczona kabina pilota osłonięta wiatrochronem. W dalszej części mieściła się zamknięta kabina pasażerska z czterema miejscami na dwóch kanapach ustawionych naprzeciwko siebie. Drzwi do kabiny pasażerskiej znajdowały się z prawej strony kadłuba, kabina była ogrzewana piecykiem benzynowym. Pilot, wchodząc do swojej kabiny, korzystał z chodników na dolnym płacie i stopni z obu stron kadłuba. Jego tablica przyrządów była wyposażona w prędkościomierz, wysokościomierz, busolę, chyłomierz podłużny, obrotomierz, manometr ciśnienia oleju i termometr wody chłodzącej silnik. Za kabiną pasażerską był umieszczony bagażnik. Skrzydło o konstrukcji dwudźwigarowej, kryte płótnem. Płaty były wsparte słupkami i usztywnione wykrzyżowanymi linkami. Profil cienki, wklęsło-wypukły. Podwozie trójpunktowe z drewnianą płozą ogonową. Koła główne amortyzowane sznurem gumowym. Do napędu zastosowano silnik rzędowy Renault 12Fe o mocy nominalnej 220 kW (300 KM) i mocy startowej 235 kW (320 KM). Napędzał dwułopatowe śmigło o średnicy 280 cm.

## Malowanie
Samoloty dostarczone do Polski miały pomalowane na zielono boki kadłuba, usterzenie i podwozie. Skrzydła i słupki międzyskrzydłowe kremowe, osłona silnika i spód skrzydeł w kolorze srebrnym. Oryginalne francuskie znaki rejestracyjne zamalowano białymi prostokątami, na których w kolorze czarnym namalowano polskie oznaczenia. W czasie remontów samoloty przemalowywano. Pozostawiono silnik i spód skrzydeł w kolorze srebrnym, kadłub i skrzydła malowano na zielono. Znaki rejestracyjne malowano białą farbą.